# Televisión en blanco y negro
La televisión en blanco y negro es la primera tecnología de transmisión de imágenes en el que el cuadro de visión (la pantalla) no podía incluir información a color, por lo tanto, la imagen de vídeo no podía ser mostrada en color en los dispositivos televisivos. Esta tecnología fue hecha con la escala de grises (greyscale) y después de esta invención fue la televisión a color que improvisó el uso del color en los aparatos electrónicos y televisivos a partir de los años 1950.

## Historia
Su historia se remonta a los años 1880, cuando varios intentos de crear un instrumento que transmitía imágenes en movimiento fallaron. En 1884, fue cuando Paul Gottlieb Nipkow creó el disco de Nipkow, un instrumento mecánico que fue usado para crear escenas panorámicas de manera ordenada, aunque existían inconvenientes que la rueda no giraba lo suficiente para conseguir una escena o fotografía correctamente.
Después en los años 1920 fue cuando científicos como John Logie Baird y Philo Farnsworth comenzaron a experimentar con la transmisión de imágenes en movimiento. En 1927, Farnsworth logró transmitir la primera imagen televisiva en su totalidad, y así, el sueño de la televisión comenzó a volverse realidad.
Durante las décadas de 1930 y 1940, la televisión en blanco y negro empezó a ganar popularidad, especialmente en Estados Unidos y Europa. Las primeras transmisiones regulares se realizaron en 1936 en Alemania, seguidas por la BBC en el Reino Unido en 1939. La Segunda Guerra Mundial interrumpió el desarrollo de la televisión, pero tras el conflicto, se produjo un auge en la industria televisiva. En las casas, los receptores de televisión comenzaron a ser comunes, ofreciendo una nueva forma de entretenimiento familiar.

## Años 1950 y adelante
Los años 50 y 60 fueron la época dorada de la televisión en blanco y negro cuando series icónicas como "I Love Lucy" y "The Twilight Zone" cautivaron a millones de espectadores durante la época del cine de oro de Hollywood y mexicano.  Actores como James Cagney, Olivia de Haviland, Glynis Johns entre otros, fueron los más conocidos en la época de la televisión blanco y negro. 
Sin embargo, la llegada de la televisión en color en la década de 1970 comenzó a desplazar a su predecesora. A pesar de su declive, la televisión en blanco y negro sigue siendo un símbolo nostálgico y fundamental en la historia de los medios de comunicación, dejando un legado que aún perdura en la actualidad.